# الكسندر إدغار دوغلاس
الكسندر إدغار دوغلاس هو فيزيائي كندي، ولد في 12 أبريل 1916 في ملفورت ‏ في كندا، وتوفي في 16 يوليو 1981.